# 사랑과 진실
《사랑과 진실》은 1984년 5월 12일부터 이듬해 4월 27일까지 방영된 문화방송 주말연속극이다.
1984년 11월 25일 제1부를 끝난 후 1개월 반가량이 지난 1985년 1월 19일부터 다시 시작하였으며, 그 사이에는 특집극 텔레에세이 《바람속의 들꽃》을 편성하였다.
이 드라마는 1960년대 중반부터 1980년대 중반까지 근대화의 가파른 시대에 어느덧 모두의 가치관으로 자리잡아버린 욕망 추구와 그에 따른 성취와 좌절을 그대로 재현했다. 20여 년 간의 장구한 세월을 거쳐 사필귀정의 결말에 이르게 된다는 가족사적 드라마로, 72%의 시청률을 기록했다.
그 후 1987년에 방영한 드라마 《사랑과 야망》도 최고 시청률 76%의 경이적인 최고 시청률 1위를 기록하여 화제가 되었다.

## 방송 시간
| 방송 채널 | 시즌  | 방송 기간                   | 방송 시간                | 방송 분량 |
| --------- | ----- | --------------------------- | ------------------------ | --------- |
| MBC TV    | 제1부 | 1984년 5월 12일 ~ 5월 20일  | 매주 주말 밤 8:10 ~ 9:00 | 50분      |
| MBC TV    | 제1부 | 1984년 5월 26일 ~ 11월 25일 | 매주 주말 밤 8:00 ~ 9:00 | 60분      |
| MBC TV    | 제2부 | 1985년 1월 19일 ~ 4월 28일  | 매주 주말 밤 8:00 ~ 9:00 | 60분      |

## 줄거리
딸아이의 대학 등록금을 마련하기 위해 동분서주하던 한 어머니가 교통사고로 사경을 헤맨다.
부잣집 자식이지만 자신의 신분을 모른 채 유모를 어머니로 믿고 자란 언니 효선은 매사에 완벽하고 공부도 잘하는 모범생인데다 어머니를 늘 걱정하는 효녀인 반면, 동생 미선은 잘난 언니와 비교당하며 열등감에 싸인 예쁜 외모만 믿고 나다니는 철부지다.
어느 날 미선은 병원에서 임종하는 어머니에게서 사실은 효선이 서울 재벌가의 딸임을 알게 되고, 마치 자신이 효선인 양 윤 여사를 찾아가고, 윤 여사는 미선이 예전 잃어버린 딸아이인 줄 알고 감격해한다.
그 후 미선은 출세지향적인 종합상사 임원 상운하고 결혼을 하게 된다.
하지만 효선의 행복을 뺏은 죄책감에 언제 들통날지도 모른다는 초조감에 미선은 심적 괴로움에 시달린다.
더구나 효선이 우연히 윤 여사를 알게 되면서 서로 자주 담소를 나누는 친한 사이가 되자 그 불안감은 증폭된다.
미선은 윤 여사에게 효선을 가까이하지 말라며 둘 사이를 소원하게 하기 위해 노력한다.
효선은 독학 끝에 대학을 마치고 박사과정을 밟은 뒤 대학교수로 임명되는 등 자수성가하고, 거액의 유산 상속자인 건축가 형섭을 만나 결혼한다.
결혼한 뒤 딸 나희를 낳아 행복한 나날을 보내지만 얼마 되지 않아 뇌종양으로 죽게 되는 아픔을 겪게 된다.
슬픔이 채 가시기 전에 마침내 효선은 자신이 윤 여사의 친딸이었음을 알게 된다.
한편, 설상가상으로 남편의 사업 실패 후 어렵게 살아가던 미선은 용기 끝에 효선에게 전화를 걸어 눈물의 참회를 한다.

## 등장 인물

### 주요 인물
- 정애리(이효선) : 홀어머니 밑에서 자란 쌍둥이 자매 언니. 상운 처형이자 형섭 아내.
- 원미경(이미선) : 쌍둥이 자매 동생. 나희 이모. 형섭 처제.
- 곽나현(박나희) : 박형섭, 이효선 부부 친딸. 한상훈, 이미선 조카.
- 이덕화(한상운) : 미선 남편. 나희 이모부. 효선 제부. 재벌 2세로 성취욕이 강한 야심의 사나이.
- 임채무(박형섭) : 효선 남편, 미선 형부.

### 그 외 인물
- 김무생(김 회장) : 큰아버지
- 나문희(김 회장 부인)
- 김윤경(윤 여사) : 효선 생모.
- 김용림(한상운 모)
- 임예진(김영란) : 김 회장 딸
- 유인촌(강민호) : 고시촌에 거주 당시 효선하고 사귀었던 효선의 옛 애인.
- 한인수(강 선생) : 효선의 고교시절 교사.
- 윤순홍(김진세)
- 최상훈(재철) : 미선을 좋아하는 고향 친구.
- 김기일(황종필) : 김회장의 친구.
- 한은진(할머니)
- 홍성민(전 사장) : 강 선생의 친구.
- 김영옥(남원댁) : 윤 여사 어린 시절 유모(유 여사의 출산을 도왔는데 딸이 바뀐 것이 아닌지 의심)
- 최명길(정자)
- 박찬환 , 신충식 , 최병학

## 수상
- 1984년 MBC 연기대상 여자최우수상 정애리, 원미경(공동수상)
- 1985년 제21회 백상예술대상 TV부문 남자인기상 이덕화
- 1985년 제21회 백상예술대상 여자최우수연기상 정애리

## 결방 사유 및 편성 변경(1984년)
- 6월 2일 : 대통령배 국제축구대회 〈할렐루야 VS 브라질〉 중계방송으로 인해 순연되어 밤 9시 30분부터 방영
- 6월 3일 : 대통령배 국제축구대회 〈한국대표 VS 과테말라〉 중계방송으로 인해 순연되어 밤 9시 40분부터 방영

## 참고 사항
- 방영 당시 시청자들에게 대단한 인기를 끌었던 반면 출생의 비밀, 신분이 바뀌는 두 자매 등 드라마의 핵심 이야기 구성이 일본 순정 만화 '유리의 성'과 흡사하다는 비판도 받았다.
- 금보라가 캐스팅 물망에 올랐지만 연기력 부족으로[1] 좌절됐다.
- 베타맥스로 녹화되어 자료가 보관되어 있다.